# Дрексель, Вильтруд
Вильтруд Дрексель (нем. Wiltrud Drexel; род. 16 августа 1950, Фельдкирх) — австрийская горнолыжница, специалистка по скоростному спуску. Выступала за сборную Австрии по горнолыжному спорту в 1968—1976 годах, бронзовая призёрка зимних Олимпийских игр в Саппоро, бронзовая призёрка чемпионата мира, победительница пяти этапов Кубка мира, обладательница Хрустального глобуса в скоростном спуске.

## Биография
Вильтруд Дрексель родилась 16 августа 1950 года в городе Фельдкирхе федеральной земли Форарльберг, Австрия.
В 1968 году вошла в основной состав австрийской национальной сборной и дебютировала в Кубке мира. Год спустя к ней пришли первые победы, одержанные в скоростном спуске на этапах в Гриндевальде и Шрунсе — по итогам этого сезона Дрексель одержала победу в зачёте скоростного спуска, получив свой первый и единственный Хрустальный глобус, тогда как в общем зачёте всех дисциплин заняла третье место.
Благодаря череде удачных выступлений удостоилась права защищать честь страны на зимних Олимпийских играх 1972 года в Саппоро — в слаломе финишировать не смогла, провалив первую попытку, но в гигантском слаломе показала третий результат и завоевала тем самым бронзовую олимпийскую медаль, пропустив вперёд только швейцарку Мари-Терез Надиг и соотечественницу Аннемари Мозер-Прёль. При всём при том, выступить здесь в своей основной дисциплине, скоростном спуске, ей не довелось.
После Олимпиады Вильтруд Дрексель осталась в составе главной горнолыжной команды Австрии и продолжила принимать участие в крупнейших международных соревнованиях. Так, в 1974 году она побывала на чемпионате мира в Санкт-Морице, откуда привезла награду бронзового достоинства — в скоростном спуске её обошли Аннемари Мозер-Прёль и Бетси Клиффорд.
Впоследствии оставалась действующей профессиональной спортсменкой вплоть до 1976 года. Пыталась пройти отбор на домашние Олимпийские игры в Инсбруке, но не смогла этого сделать и вскоре приняла решение покинуть большой спорт. В течение своей спортивной карьеры в общей сложности 27 раз поднималась на подиум Кубка мира, в том числе на пяти этапах была лучшей. Кроме того, имеет в послужном списке четыре золотые медали австрийских национальных первенств, выигранные в скоростном спуске (1970, 1974, 1976) и слаломе (1974).
В 1996 году была награждена золотым знаком почётного знака «За заслуги перед Австрийской Республикой».